# Christiaan Kriens
Christiaan Pieter Wilhelm Kriens (jr.) (Duitsland, Dresden, 29 april 1881 – Verenigde Staten, West Hartford, 17 december 1934) was een Amerikaans violist, pianist, dirigent en componist van Nederlandse komaf.
Hij was zoon van dirigent te Haarlem Christiaan Pieter Willem Kriens (1853-1925) (die toen in de Sächsischen Staatskapelle Dresden klarinet bespeelde) en Elisabeth Jacoba Fuchs. Broer Martinus Kriens ging ook de muziek in. Hij was enige tijd getrouwd met pianiste Eleanor Foster, schoonzuster van de Amerikaanse componist Roger Sessions.
Hij kreeg zijn muziekopleiding aan de Haagse muziekschool en daarna nog vervolgopleiding in het buitenland op viool, piano en compositieleer. Hij trad al als veertienjarige op met het orkest van zijn vader; hij was daarbij zowel soloviolist (Vioolconcert van Ludwig van Beethoven, solopianist, (Pianoconcert nr. 5 van Beethoven), dirigent en componist (in zijn eigen tweede symfonie). Hij werd eerste violist in de Haarlemse Orkest Vereniging, concertmeester te Boulogne-sur-Mer en vertrok van een functie in Biarritz via Le Havre naar de Verenigde Staten (1900). Hij werd tweede violist in New Orleans, eerste violist bij het Philadelphia Orchestra, het New York Symphony Orchestra en dirigent van het Duitse theater in New York. Later volgde nog betrekkingen bij de Metropolitan Opera en het New York Philharmonic onder leiding van Gustav Mahler. Hij richtte in New York een gerenommeerde orkestschool op: Kriens Symphony Club en in 1991 het Kriens String Quartet. Hij wilde in 1922 genaturaliseerd worden tot Amerikaan, maar dat werd door zijn echtscheiding en onduidelijke afkomst pas in 1927 gehonoreerd. 
Hij schreef onder mee twee symfonieen (symfonie nummer 2 uit 1895), het oratorium Stabat mater, een vioolconcert (1908), een celloconcert en twee vioolsonaten (beide uit 1912), trio, een strijkkwartet (1912), drie Poèmes symphoniques en een aantal kleinere werken binnen de kamermuziek. Zijn suite voor orkest In Holland (delen: Morgen op de Zuyder-zee; De Hollandse molen, Avondgeluiden en Klompendans) draagt opus 67; Villanelle voor orkest uit 1913 draagt opus 76. Zijn Des pays lontain, Valse coquette en Suite créole werden in 1910 uitgevoerd door het Concertgebouworkest uitgevoerd onder leiding van Cornelis Dopper. Kriens schreef in de VS een aantal werken voor fluitist Georges Barrère (Aquarelles hollandaises, Ronde des lutins, La nymphe bocagère).
Voor een aantal van zijn liederen schreef hij zelf te teksten; tevens verschenen van hem artikelen over muziek in Amerikaanse bladen. Hij was voorts enige tijd dirigent bij het radiostation WTIC in Hartford, dat een eigen koor en orkest had.
In 1910 verscheen er in Musical America een interview met Kriens onder de kop "No wealth, no friends, no influence, yet optimistic". Kriens overleed rond 17 december 1934 te West Hartford (Connecticut), hij had zelf een eind aan zijn leven gemaakt, nadat hij bij het radiostation was ontslagen. Hij was toen al vergeten in Nederland.  
- International Standard Name Identifier: 0000 0000 5032 5648
- Library of Congress Control Number: no92019225
- MusicBrainz: 9dad0b1d-aa52-4114-bb17-b86b9f994541
- Nederlandse Thesaurus van Auteursnamen: 168709929
- SNAC: w6hq82k6
- Virtual International Authority File: 2035441
- WorldCat: E39PBJB8rKpvHbXYqhD3BBbWXd